# Oleksandr Oleksandrovych Aliyev
Oleksandr Oleksandrovych Aliyev (tiếng Ukraina: Олександр Олександрович Алієв, tiếng Nga: Александр Александрович Алиев; sinh ngày 3 tháng 2 năm 1985) là một cựu cầu thủ bóng đá chuyên nghiệp người Ukraina, từng thi đấu ở vị trí tiền vệ.
Sau màn ra mắt ở cấp độ chuyên nghiệp trong màu áo Dynamo Kyiv vào năm 2002 (lúc 17 tuổi và sáu tháng), Aliyev nổi danh nhờ những bàn thắng ngoạn mục từ đá phạt trực tiếp. Cựu huấn luyện viên của anh ở Dynamo là Yuri Syomin miêu tả anh là "...chân đá phạt giỏi nhất ở châu Âu".
Trong cuộc xâm lược Ukraina của Nga vào năm 2022, Aliyev đã tham gia vào Quân đội Ukraina.

## Sự nghiệp câu lạc bộ
Sinh ra ở Khabarovsk, Aliyev bắt đầu chơi bóng từ bé với FC Zaria Khabarovsk trước khi đăng ký vào hệ thống đội trẻ của Dynamo Kyiv.

### Dynamo Kyiv
Aliyev bắt đầu sự nghiệp ở Borysfen-2 Boryspil (đội dự bị của FC Borysfen Boryspil) tại giải hạng Hai Ukraina. Đây là một câu lạc bộ trẻ tham gia vào cấp độ chuyên nghiệp tương tự như FC Dynamo-3 Kyiv và lúc ấy Aliyev mới là trẻ vị thành niên. Năm 2002, anh gia nhập Dynamo Kyiv, chủ yếu xuất hiện trong màu áo FC Dynamo-2 Kyiv ở giải hạng Nhất Ukraina. Anh thi đấu thành công ở Dynamo-2 nên được đem cho mượn tới câu lạc bộ Metalurh Zaporizhzhia ở giải Ngoại hạng Ukraina. Cùng Zaporizhzhia, anh đã tiến đến trận chung kết của Cúp quốc gia Ukraina.
Sau khi hết thời hạn cho mượn, Aliyev được đưa lên đội một của Dynamo, và anh bắt đầu tỏa sáng đặc biệt dưới thời huấn luyện viên trưởng người Nga Yuri Syomin ở mùa giải 2008–09. Tháng 9 năm 2008, huyền thoại bóng đá Ukriana Serhii Rebrov khen ngợi Aliyev đã chuyền mình thành "cầu thủ đồng đội", khi ông từng nghĩ "Aliyev chỉ chơi cho vui mùa thôi". Anh là nhân tố chính trong chiến dịch của Dynamo ở UEFA Champions League 2008–09. Ngày 21 tháng 10 năm 2008, anh ghi một bàn đá phạt từ ít nhất 30 thước Anh (27 m) để giúp Dynamo Kyiv giành thắng lợi trước FC Porto. Ngày 25 tháng 11, ở cuối trận gặp Arsenal, Aliyev đẩy trọng tài Alain Hamer và phải nhận thẻ đỏ vì hành động này. Sau này, trong một lần phỏng vấn, anh gọi Hamer là "kozel" (nghĩa là "gã ngốc"). Dynamo Kyiv kết thúc ở vị trí thứ ba sau vòng bảng ở Champions League, chuyển xuống đá tại Cúp UEFA 2008–09 sau kỳ nghỉ đông. Aliyev cũng là một nhân tố quan trọng trong chiến dịch thi đấu ở Cúp UEFA của Dynamo. Anh thi đấu gần như toàn bộ các trận của giải, giúp Dynamo lọt đến vòng bán kết và chỉ bị kình địch đồng hương Shakhtar Donetsk loại (về sau Donetsk đã trở thành nhà vô địch Cúp UEFA chung cuộc). Dynamo cũng vô địch giải bóng đá Ngoại hạng Ukraina 2008–09 ở mùa năm ấy. Sau đó ở mùa 2009–10, anh có mặt trong đội hình xuất phát ở trận Siêu cúp Ukraina chạm trán Vorskla Poltava. Sau ít phút thi đấu ở trận đấy, anh gặp chấn thương và bỏ lỡ vài tháng ở giai đoạn đầu mùa. Sau khi hồi phục, Aliyev không thể giành được suất đá chính và đề nghị được chuyển nhượng ở kỳ nghỉ đông.

### Lokomotiv Moscow
Ngay ở nửa đầu giải bóng đá Ngoại hạng Ukraina 2009–10, Aliyev bắt đầu đàm phán với câu lạc bộ Lokomotiv Moscow ở giải bóng đá Ngoại hạng Nga. Song những đàm phán này đổ bể và Aliyev vẫn là cầu thủ thuộc biên chế của Dynamo, rồi đến ngày 1 tháng 2 năm 2010, Lokomotiv chính thức thông báo ký kết với Aliyev bằng bản hợp đồng dài ba năm.

### Anzhi Makhachkala
Tháng 1 năm 2014, Aliyev chuyển từ Dynamo Kyiv sang Anzhi Makhachkala bằng bản hợp đồng dài hai năm rưỡi. Aliyev rời Anzhi ở cuối mùa giải 2013–14 theo đồng thuận của hai phía. Ngay sau đó, anh tái ký với Anzhi, rồi lại hủy hợp đồng theo đồng thuận chung lần nữa vào tháng 1 năm 2015.

### Rukh Vynnyky và đội nghiệp dư
Năm 2015, Aliyev trở về Ukraina thi đấu cho FC Rukh Vynnyky cùng với người đồng đội cũ Maksim Shatskikh tại giải vô địch bóng đá nghiệp dư Ukraina 2015.
Vào các năm 2016 và 2017, anh tham gia thi đấu cho câu lạc bộ nghiệp dư địa phương ở giải vô địch thành phố Kyiv.

### Taraz
Tháng 6 năm 2016, sau 18 tháng thi đấu nghiệp dư, Aliyev ký kết với FC Taraz của giải Ngoại hạng Kazakhstan có thời hạn đến hết mùa bóng 2016. Aliyev rời Taraz trước khi đáo hạn hợp đồng vào ngày 6 tháng 10 năm 2016.

## Sự nghiệp quốc tế

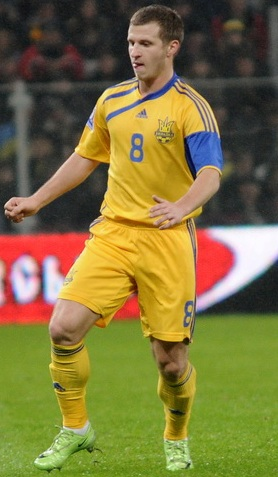
Aliyev thi đấu trong màu áo Ukraina vào năm 2009.

Aliyev đã thi đấu trong màu áo U-20 Ukraina ở giải vô địch bóng đá trẻ thế giới 2005 tại Hà Lan. Anh nằm trong số những chân sút ghi bàn hàng đầu của giải với năm bàn thắng, kèm một bàn so với vua phá lưới Lionel Messi. Aliyev cũng thi đấu cho đội tuyển bóng đá U-21 quốc gia Ukraina tại giải vô địch bóng đá U-21 châu Âu 2006, giúp đội bóng tiến đến trận chung kết. Bàn thắng cố định mà anh ghi được từ khoảng cách hơn 40 thước Anh (37 m), bóng đập xà và làm tung lưới Thổ Nhĩ Kỳ tại giải U-21 châu Âu được xem là một trong những bàn thắng đẹp nhất lịch sử giải đấu. Anh hiện là chân sút ghi bàn dẫn đầu ở đội tuyển U-21 Ukraina với tám bàn thắng.
Ngày 6 tháng 9 năm 2008, Aliyev có lần đầu tiên ra sân cho đội tuyển quốc gia Ukraina. Anh là cầu thủ dự bị, vào sân thay Maksym Kalynychenko đá ở hiệp hai.

## Sự nghiệp huấn luyện
Tháng 3 năm 2018, Aliyev trở thành huấn luyện viên của câu lạc bộ nghiệp dư Ukraina FC Khmelnytskyi - câu lạc bộ đã tham gia thi đấu tại giải vô địch bóng đá nghiệp dư Ukraina 2017–18.

## Thống kê sự nghiệp

### Câu lạc bộ
Tính đến trận đấu vào ngày 15 tháng 7 năm 2015 chỉ tính những trận đấu ở cấp độ chuyên nghiệp và có thể không khớp với số liệu thực tế của Liên đoàn bóng đá Ukraina
| Câu lạc bộ                       | Mùa giải            | Giải quốc gia                      | Giải quốc gia | Giải quốc gia | Cúp quốc gia | Cúp quốc gia | Liên lục địa | Liên lục địa | Khác    | Khác         | Tổng cộng | Tổng cộng    |
| Câu lạc bộ                       | Mùa giải            | Hạng đấu                           | Số trận       | Số bàn thắng  | Số trận      | Số bàn thắng | Số trận      | Số bàn thắng | Số trận | Số bàn thắng | Số trận   | Số bàn thắng |
| -------------------------------- | ------------------- | ---------------------------------- | ------------- | ------------- | ------------ | ------------ | ------------ | ------------ | ------- | ------------ | --------- | ------------ |
| Borysfen Boryspil-2              | 2001–02             | Giải bóng đá hạng hai Ukraina      | 10            | 4             | 0            | 0            | –            | –            | –       | –            | 10        | 4            |
| Dynamo Kyiv                      | 2002–03             | Giải bóng đá Ngoại hạng Ukraina    | 2             | 0             | 2            | 0            | 0            | 0            | 0       | 0            | 4         | 0            |
| Dynamo Kyiv                      | 2003–04             | Giải bóng đá Ngoại hạng Ukraina    | 2             | 0             | 1            | 0            | 0            | 0            | 0       | 0            | 3         | 0            |
| Dynamo Kyiv                      | 2004–05             | Giải bóng đá Ngoại hạng Ukraina    | 0             | 0             | 0            | 0            | 0            | 0            | 0       | 0            | 0         | 0            |
| Dynamo Kyiv                      | 2005–06             | Giải bóng đá Ngoại hạng Ukraina    | 5             | 1             | 3            | 1            | 1            | 0            | 1       | 0            | 10        | 2            |
| Dynamo Kyiv                      | 2006–07             | Giải bóng đá Ngoại hạng Ukraina    | 3             | 0             | 2            | 0            | 1            | 0            | 0       | 0            | 6         | 0            |
| Dynamo Kyiv                      | 2007–08             | Giải bóng đá Ngoại hạng Ukraina    | 10            | 3             | 3            | 1            | 0            | 0            | 1       | 0            | 14        | 4            |
| Dynamo Kyiv                      | 2008–09             | Giải bóng đá Ngoại hạng Ukraina    | 26            | 13            | 1            | 0            | 16           | 4            | 1       | 0            | 44        | 17           |
| Dynamo Kyiv                      | 2009–10             | Giải bóng đá Ngoại hạng Ukraina    | 3             | 0             | 1            | 0            | 1            | 0            | 1       | 0            | 6         | 0            |
| Dynamo Kyiv                      | Tổng cộng           | Tổng cộng                          | 51            | 17            | 13           | 2            | 19           | 4            | 4       | 0            | 87        | 23           |
| Metalurh Zaporizhzhia (cho mượn) | 2005–06             | Giải bóng đá Ngoại hạng Ukraina    | 8             | 1             | 3            | 1            | –            | –            | –       | –            | 11        | 2            |
| Lokomotiv Moscow                 | 2010                | Giải bóng đá Ngoại hạng Nga        | 25            | 14            | 0            | 0            | 2            | 1            | –       | –            | 27        | 15           |
| Dynamo Kyiv                      | 2010–11             | Giải bóng đá Ngoại hạng Ukraina    | 6             | 2             | 2            | 0            | 0            | 0            | 0       | 0            | 8         | 2            |
| Dynamo Kyiv                      | 2011–12             | Giải bóng đá Ngoại hạng Ukraina    | 26            | 5             | 1            | 0            | 9            | 0            | 1       | 0            | 37        | 5            |
| Dynamo Kyiv                      | 2012–13             | Giải bóng đá Ngoại hạng Ukraina    | 3             | 0             | 0            | 0            | 0            | 0            | 0       | 0            | 3         | 0            |
| Dynamo Kyiv                      | Tổng cộng           | Tổng cộng                          | 35            | 7             | 3            | 0            | 9            | 0            | 1       | 0            | 48        | 7            |
| Dnipro Dnipropetrovsk (cho mượn) | 2012–13             | Giải bóng đá Ngoại hạng Ukraina    | 12            | 2             | 1            | 0            | 5            | 2            | –       | –            | 18        | 4            |
| Anzhi Makhachkala                | 2013–14             | Giải bóng đá Ngoại hạng Nga        | 7             | 0             | 0            | 0            | 4            | 1            | –       | –            | 11        | 1            |
| Anzhi Makhachkala                | 2014–15             | Giải bóng đá Ngoại hạng Nga        | 15            | 3             | 1            | 0            | –            | –            | –       | –            | 16        | 3            |
| Anzhi Makhachkala                | Tổng cộng           | Tổng cộng                          | 22            | 3             | 1            | 0            | 4            | 1            | -       | -            | 27        | 4            |
| Taraz                            | 2016                | Giải bóng đá Ngoại hạng Kazakhstan | 9             | 1             | 0            | 0            | –            | –            | 0       | 0            | 9         | 1            |
| Tổng cộng sự nghiệp              | Tổng cộng sự nghiệp | Tổng cộng sự nghiệp                | 172           | 49            | 21           | 3            | 39           | 8            | 5       | 0            | 237       | 60           |

### Quốc tế
Tính đến trận đấu vào ngày 15 tháng 6 năm 2012
| Tuyển quốc gia | Năm       | Số trận | Số bàn thắng |
| -------------- | --------- | ------- | ------------ |
| Ukraina        | 2008      | 4       | 0            |
| Ukraina        | 2009      | 5       | 0            |
| Ukraina        | 2010      | 8       | 5            |
| Ukraina        | 2011      | 7       | 1            |
| Ukraina        | 2012      | 4       | 0            |
| Tổng cộng      | Tổng cộng | 28      | 6            |

Tính đến trận đấu vào ngày 11 tháng 10 năm 2011
Tỉ số và kết quả liệt kê bàn thắng của Ukraina trước, cột tỉ số hiển thị tỉ số sau mỗi bàn thắng của Aliyev.
| Thứ tự. | Ngày                 | Địa điểm tổ chức | Đối thủ | Tỉ số | Kết quả | Giải đấu |
| ------- | -------------------- | ---------------- | ------- | ----- | ------- | -------- |
| 1       | 25 tháng 5 năm 2010  | Kharkiv, Ukraina | Litva   | 1–0   | 4–0     | Giao hữu |
| 2       | 25 tháng 5 năm 2010  | Kharkiv, Ukraina | Litva   | 2–0   | 4–0     | Giao hữu |
| 3       | 29 tháng 5 năm 2010  | Lviv, Ukraina    | România | 1–0   | 3–2     | Giao hữu |
| 4       | 11 tháng 8 năm 2010  | Donetsk, Ukraina | Hà Lan  | 1–1   | 1–1     | Giao hữu |
| 5       | 7 tháng 9 năm 2010   | Kyiv, Ukraina    | Chile   | 2–0   | 2–1     | Giao hữu |
| 6       | 11 tháng 10 năm 2011 | Tallinn, Estonia | Estonia | 2–0   | 2–0     | Giao hữu |

## Danh hiệu
Dynamo Kyiv
- Giải bóng đá Ngoại hạng Ukraina: 2002–03, 2003–04, 2006–07, 2008–09
- Cúp bóng đá Ukraina: 2002–03, 2004–05, 2005–06, 2006–07
- Siêu cúp bóng đá Ukraina: 2004, 2006, 2007, 2009

U-21 Ukraina
- Giải vô địch bóng đá U-21 châu Âu: á quân năm 2006

Cá nhân
- Vua kiến tạo ở giải bóng đá Ngoại hạng Ukraina: 2008–09[14]
- Giải vô địch bóng đá trẻ thế giới 2005: Chiếc giày bạc